# Långsele församling
Långsele församling är en församling inom Svenska kyrkan i Ådalens kontrakt av Härnösands stift i södra Ångermanland, Sollefteå kommun, Västernorrlands län.
Församlingen ingår i Sollefteå pastorat. Församlingskyrkan heter Långsele kyrka. 

## Administrativ historik
Församlingen har medeltida ursprung. 1673 utbröts Graninge församling.
Församlingen utgjorde under medeltiden ett eget pastorat för att sedan åtminstone från 1600-talet till 1873 vara annexförsamling i pastoratet Sollefteå, Ed, Multrå och Långsele som från 1673 även omfattade Graninge församling. Från 1873 till 1 maj 1929 moderförsamling i pastoratet Långsele och Graninge. Från 1 maj 1929 till 1962 eget pastorat för att från 1962 åter vara moderförsamling i pastoratet Långsele och Graninge. Från 1999 ingick även Helgums församling i pastoratet, Långsele, Graninge och Helgums pastorat. Församlingen är sedan 2021 del av Sollefteå pastorat.